# Église Sant'Alò de Terni
L'église Sant'Alò est une église catholique romaine du début du Moyen Âge située à Terni, en Ombrie (Italie). Elle est dédiée à saint Éloi, orfèvre, ministre des Finances du roi Dagobert Ier, puis évêque de Noyon au VIe siècle.

## Histoire
Construite aux XXIe et XIIe siècles  sur le site d'un temple romain, cette église est concédée par l'évêque à un ordre de moines augustins cloîtrés, qui ont construit un monastère adjacent. 
L'église a appartenu à l'Ordre des Chevaliers de Malte au XVIIIe siècle.
Après des années d'abandon pendant lesquelles l'édifice a servi entre autres d'entrepôt de charbon, l'église a fait l'objet d'une restauration au cours des années 1950 durant laquelle la nef gauche a été reconstruite.
En 1959, les Clarisses s'y sont installées, en 1960 l'église a été reconsacrée et accordée à la communauté orthodoxe.

## Intérieur
L'église présente un plan basilical divisé en trois nefs séparées par des colonnes et des piliers, avec une abside centrale et des niches latérales, une voûte en berceau, des bas-côtés et une arcade précédant l'abside.
Les murs intérieurs sont ornés de fresques médiévales, dont des fragments d'une Crucifixion du XIIe siècle.

## Extérieur
L'église se caractérise par une façade à pignon avec une nef plus haute que les bas-côtés et une haute tour servant de clocher. La construction d'un palais devant l'ancienne façade au XIIIe siècle a entraîné le déplacement de l'entrée sur le côté droit qui devient ainsi sa façade.
Les murs et la façade incorporent des spolia, notamment  des fragments de sculptures romaines et lombardes, des représentations de lions en marbre, provenant de ruines romaines,.
L'entrée est caractérisée par une volée de marches flanquée de deux lions romains.
Au-dessus du portail, se trouve un bas-relief représentant une Vierge de la Miséricorde (XVe siècle, invoquée contre le fléau de la peste.

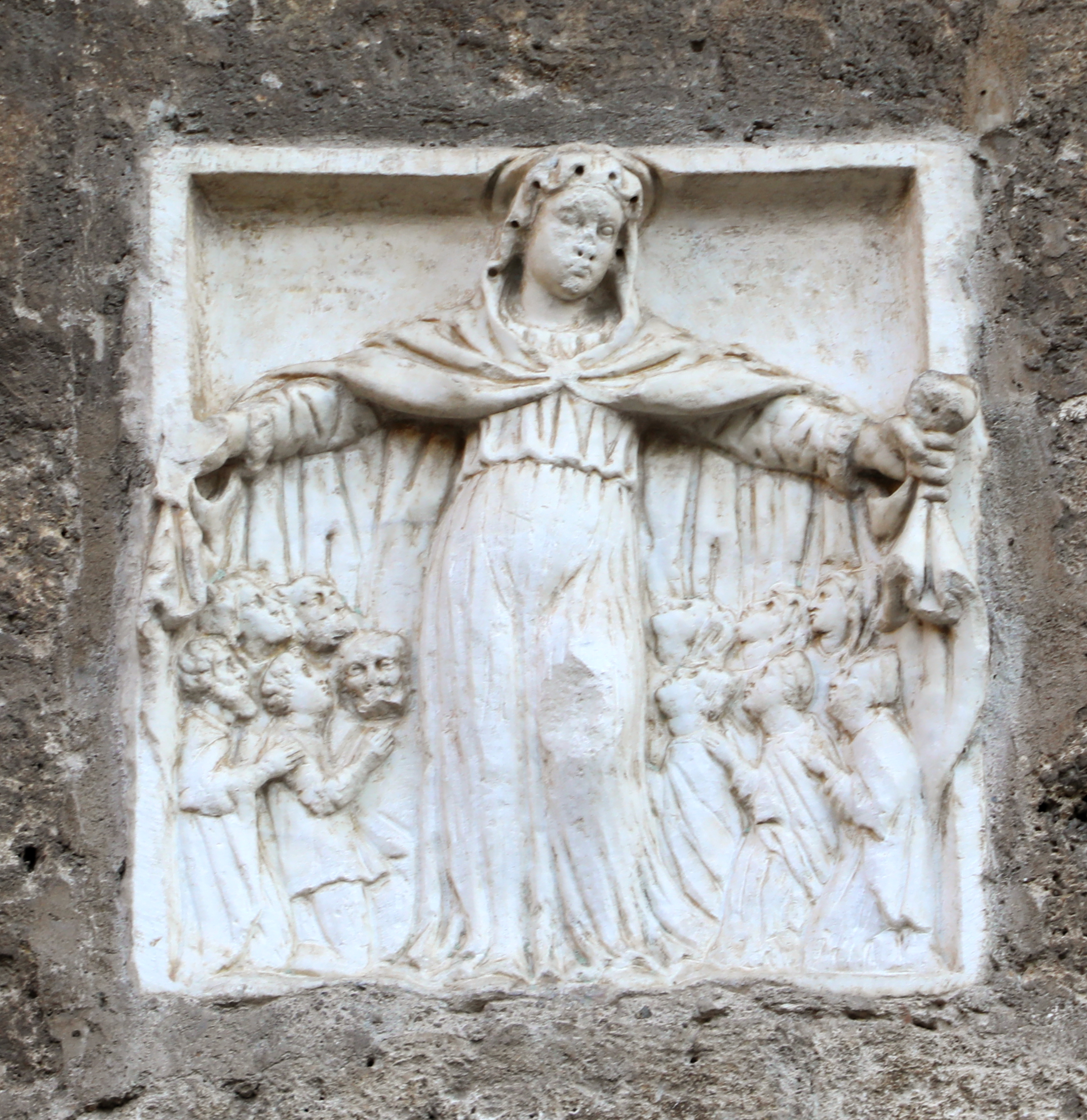
Vierge de la Miséricorde (XVe siècle).